# Laudabiliter
 (janvier 2022).
La mise en forme du texte ne suit pas les recommandations de Wikipédia : il faut le « wikifier ».
Les points d'amélioration suivants sont les cas les plus fréquents. Le détail des points à revoir est peut-être précisé sur la page de discussion.
- Les titres sont pré-formatés par le logiciel. Ils ne sont ni en capitales, ni en gras.
- Le texte ne doit pas être écrit en capitales (les noms de famille non plus), ni en gras, ni en italique, ni en « petit »…
- Le gras n'est utilisé que pour surligner le titre de l'article dans l'introduction, une seule fois.
- L'italique est rarement utilisé : mots en langue étrangère, titres d'œuvres, noms de bateaux, etc.
- Les citations ne sont pas en italique mais en corps de texte normal. Elles sont entourées par des guillemets français : « et ».
- Les listes à puces sont à éviter, des paragraphes rédigés étant largement préférés. Les tableaux sont à réserver à la présentation de données structurées (résultats, etc.).
- Les appels de note de bas de page (petits chiffres en exposant, introduits par l'outil «  Source ») sont à placer entre la fin de phrase et le point final[comme ça].
- Les liens internes (vers d'autres articles de Wikipédia) sont à choisir avec parcimonie. Créez des liens vers des articles approfondissant le sujet. Les termes génériques sans rapport avec le sujet sont à éviter, ainsi que les répétitions de liens vers un même terme.
- Les liens externes sont à placer uniquement dans une section « Liens externes », à la fin de l'article. Ces liens sont à choisir avec parcimonie suivant les règles définies. Si un lien sert de source à l'article, son insertion dans le texte est à faire par les notes de bas de page.
- La présentation des références doit suivre les conventions bibliographiques. Il est recommandé d'utiliser les modèles {{Ouvrage}}, {{Chapitre}}, {{Article}}, {{Lien web}} et/ou {{Bibliographie}}. Le mode d'édition visuel peut mettre en forme automatiquement les références.
- Insérer une infobox (cadre d'informations à droite) n'est pas obligatoire pour parachever la mise en page.

Pour une aide détaillée, merci de consulter Aide:Wikification.
Si vous pensez que ces points ont été résolus, vous pouvez retirer ce bandeau et améliorer la mise en forme d'un autre article.
 (janvier 2022).
 (janvier 2022).
Le contenu est difficilement compréhensible vu les erreurs de traduction, qui sont peut-être dues à l'utilisation d'un logiciel de traduction automatique.
Laudabiliter est une prétendue bulle pontificale émise en 1155 par le pape Adrien IV, le seul Anglais à avoir jamais occupé ce poste. L'existence du document a été contestée par les chercheurs et érudits au cours des siècles ; aucune copie ne nous en est parvenue, et la seule preuve citée de son existence tient dans les nombreuses références qui lui sont faites. La bulle prétend accorder au roi angevin Henri II d'Angleterre le droit d'envahir et de gouverner l'Irlande et d'appliquer les réformes grégoriennes à l'Église chrétienne semi-autonome d'Irlande. Richard de Clare dit "Strongbow" (Arc-fort) ainsi que les autres protagonistes de l'invasion normande de l'Irlande (1169-1171) affirmèrent ainsi que la bulle Laudabiliter avait autorisé et légitimait l'invasion. Ces chevaliers cambro-normands furent par ailleurs utilisés par Diarmuid MacMorrough, le roi déchu de Leinster, comme alliés dans son combat avec le haut roi d'Irlande, Ruaidrí Ua Conchobair.
Les rois d'Angleterre, les uns après les autres, d'Henri II (1171) à Henri VIII (1541), ont utilisé le titre de seigneur d'Irlande et ont affirmé qu'il avait été conféré par le successeur d'Adrien IV, le pape Alexandre III.
Après presque 4 siècles en tant que seigneurs, la déclaration d'indépendance de l'Église d'Angleterre l'émancipant de la suprématie pontificale et la réjection de l'autorité du Saint-Siège obligèrent les monarques anglais à créer une nouvelle raison légitimant leur règne en Irlande. En 1542, l'Acte de la couronne d'Irlande fut passé dans les parlements anglais et irlandais. L'acte établi la création d'un royaume souverain d'Irlande avec le roi Henry en tant que roi d'Irlande. Une revendication catholique concurrente à la légitimité en Irlande fut émise en 1555 à travers la bulle pontificale du Pape Paul IV "Ilius, per quem Reges regnant", qui attribuait la couronne du royaume à Phillipe II d'Espagne et Marie Ire d'Angleterre.

## Texte
| Latin text | Traduction anglaise par Sebastian Lidbetter, 2019 |
| Adrianus episcopus servus servorum Dei carissimo in Christo filio illustri Anglorum regi salutem et apostolicam benedictionem. Laudabiliter et satis fructose de glorioso nomine propagando in terris et eterne felicitatis premio cumulando in celis tua magnificentia cogitat, dum ad dilatandos ecclesie terminos, ad declarandam indoctis et rudibus populis Christiane fidei veritatem et vitiorum plantaria de agro dominico exstirpanda, sicut catholicus princeps intendis, et ad id convenientius exequendum consilium apostolice sedis exigis et favorem. In quo facto quanto altiori consilio et maiori discretione procedis tanto in eo feliciorem progressum te, prestante Domino, confidimus habiturum, eo quod ad bonum exitum semper et finem soleant attingere que de ardore fidei et religionis amore principium acceperunt. Sane Hiberniam et omnes insulas quibus sol iustitie Christus illuxit et que documenta fidei Christiane ceperunt ad ius beati Petri et sacrosancte Romane ecclesie quod tua etiam nobilitas recognoscit non est dubium pertinere. Unde tanto in eis libentius plantationem fidelem et germen gratum Deo inserimus quanto id a nobis interno examine districtius prospicimus exigendum. Significasti siquidem nobis, fili in Christo carissime, te Hibernie insulam ad subdendum illum populum legibus et vitiorum plantaria inde extirpanda velle intrare et de singulis domibus annuam unius denarii beato Petro velle solvere pensionem et iura ecclesiarum illius terre illibata et integra conservare. Nos itaque pium et laudabile desiderium tuum cum favore congruo prosequentes et petitioni tue benignum impendentes assensum gratum et acceptum habemus ut pro dilatandis ecclesie terminis, pro vitiorum restringendo decursu, pro corrigendis moribus et virtutibus inserendis, pro Christiane religionis augmento, insulam illam ingrediaris et que ad honorem Dei et salutem illius terre spectaverint exequaris, et illius terre populus honorifice te recipiat et sicut dominum veneretur,459 iure nimirum ecclesiarum illibato et integro permanente et salva beato Petro et sacrosancte Romane ecclesie de singulis domibus annua unius denarii pensione. Si ergo quod concepisti animo effectu duxeris prosequente complendum, stude gentem illam bonis moribus informare et agas tam per te quam per illos quos ad hoc fide, verbo et vita idoneos esse prospexeris ut decoretur ibi ecclesia, plantetur et crescat fidei Christiane religio et que ad honorem Dei et salutem pertinent animarum per te taliter ordinentur ut a Deo sempiterne mercedis cumulum conseque merearis et in terris gloriosum nomen valeas in seculis obtinere. | Adrian the bishop, the servant of the servants of God, to his dearest son in Christ, the illustrious king of the English, greeting and apostolic blessing. In right praiseworthy fashion, and to good purpose, your magnificence is considering how to spread abroad the glorious name of Christ on earth, and thus store up for yourself in heaven the reward for eternal bliss, while striving as a true Catholic prince should, to enlarge the boundaries of the Church, to reveal the truth of the Christian faith to peoples still untaught and barbarous, and to root out the weeds of vice from the Lord's field; and the more expeditiously to achieve this end, you seek the counsel and favour of the Apostolic See. We are confident that in this matter, with God's help, you will attain that degree of success which is in proportion to the loftiness of your aims and the amount of discretion you display as you proceed with them. For enterprises which have their starting point in burning faith and love of religion are always ultimately successful in achieving their goal. That Ireland, and indeed all islands on which Christ, the sun of justice, has shed His rays, and which have received the teaching of the Christian faith, belong to the jurisdiction of blessed St. Peter and the holy Roman church is a fact beyond doubt, and one which your nobility recognises. So we are all the more eager to implant in those islands the offshoot of faith, an offshoot pleasing to God, as we realise that an examination of our own heart sternly requires of us that we should take this action. You have indeed indicated to us, dearly beloved son in Christ, that you wish to enter this island of Ireland, to make that people obedient to the laws, and to root out from there the weeds of vices, that you are willing to pay St. Peter the annual tax of one penny from each household, 460 and to preserve the rights of the churches of that land intact and unimpaired. We therefore support your pious and praiseworthy intention with favour which it deserves and, granting our benevolent consent, we consider it pleasing and acceptable that you should enter that island for the purpose of enlarging the boundaries of the church, checking the descent of wickedness, correcting morals and implanting virtues, and encouraging the growth of the faith in Christ; that you pursue policies directed towards the honour of God and the well-being of that land, and that the people of that land receive you honourably and respect you as their lord, all this being on condition that the rights of the church remain intact and unimpaired, and without prejudice to the payment to St. Peter and the holy Roman church of an annual tax of one penny from every household. Therefore, if you wish to bring to a successful conclusion the design which you have thus conceived, take particular care to instruct that people in right behaviour and, both in person, and acting through those whom you consider well-suited for this purpose by reason of their strong faith, eloquence and Christian religion may be planted and grow, and that everything pertaining to the honour of God and the salvation of men's souls may be so ordered that you may be deemed worthy to win from God that crowning reward of everlasting life, and may obtain on earth glorious name for all ages. |

## Bulle pontificale

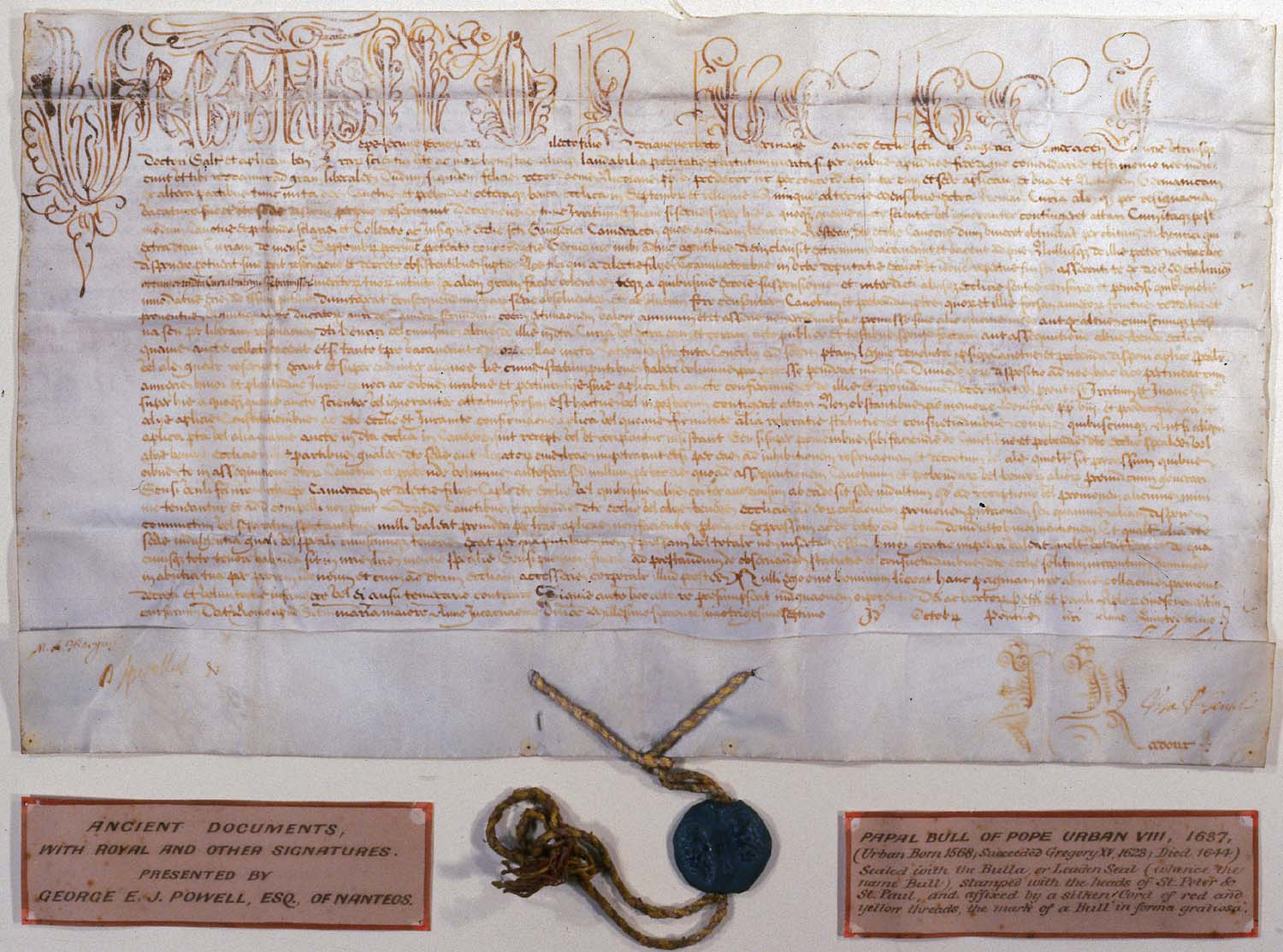
Une bulle papale du pape Urbain VIII, 1637, scellée avec une bulle-enveloppe de plomb.

Une bulle est une lettre papale qui tire son nom du sceau de plomb qui y est attaché. La bulle originale était un morceau d'argile moulé autour d'un cordon et estampillé d'un sceau. Une fois sec, le conteneur ne pouvait pas être violé sans dommage visible à la bulle, garantissant ainsi que le contenu reste inviolable jusqu'à ce qu'il atteigne sa destination.
Stephen J. McCormick, dans sa préface à The Pope and Ireland, note qu'il était bien connu que la falsification de documents pontificaux entre autres était assez courante au XIIe siècle. Citant le professeur Jungmann, qui dit dans l'appendice du cinquième volume de ses Dissertationes Historiœ Ecclesiasticœ, "il est bien connu de l'histoire que partout vers la fin du XIIe siècle il y avait des lettres ou des diplômes pontificaux falsifiés ou corrompus. Que tel était le cas fréquemment en Angleterre est déduit des lettres de John Sarisbiensis et entre autres".
Actuellement, toute tentative de recherche du document original est impossible car le Vatican affirme que le Laudabiliter original n'existe plus.

## Contexte
En 1148, Malachie d'Armagh meurt à Clairvaux alors qu'il se rendait à Rome. Peu de temps après, Bernard de Clairvaux écrivit la Vie de Malachie . Dans un exercice d'hagiographie plutôt que d'histoire, Bernard présenta son ami comme un archevêque réformateur, et exagéra les obstacles que Malachie dut surmonter : « Jamais auparavant il n'en avait connu de semblable, à quelque profondeur de barbarie ; jamais il n'avait trouvé d'hommes aussi effrontés dans au regard des mœurs, si mort au regard des rites, si têtu au regard de la discipline, si impur au regard de la vie. Ils étaient chrétiens de nom, païens dans les faits."  La caractérisation de Bernard a beaucoup contribué à former la vision générale de l'Europe envers les Irlandais.
Henry II Plantagenêt, âgé de vingt et un ans, monta sur le trône d'Angleterre le 19 décembre 1154, après presque vingt ans de guerre civile entre sa mère, l'impératrice Mathilde et son cousin, Étienne de Blois. Moins de trois semaines plus tôt, un Anglais, Nicholas Breakspear était devenu pape en prenant le nom d'Adrien IV.
En septembre suivant, le conseil royal s'est réuni à Winchester et a discuté d'envahir l'Irlande et de la donner au plus jeune frère d'Henry, William. Théobald de Bec était archevêque de Cantorbéry. En 1148, il obtient du pape Eugène III la juridiction de Cantorbéry sur les évêques du Pays de Galles. Théobald a exercé une prétention théorique à la juridiction sur les sièges irlandais en consacrant l' évêque de Limerick en 1140. Mais en 1152, en conjonction avec le synode de Kells, le légat pontifical nomma l'archevêque d'Armagh primat d'Irlande. Avec ses aspirations métropolitaines frustrées, Théobald était probablement l'un des conseillers d'Henry qui a encouragé la conquête de l'Irlande.
Cependant, les plans ont été mis de côté pour le moment lorsque la mère d'Henri, l'impératrice Mathilde, s'y est opposée Henry, avait les mains pleines de troubles domestiques avec les barons réfractaires en Angleterre, avec les Gallois et avec les éléments discordants dans ses dominions français, et ne pouvait pas entreprendre une opération militaire comme l'invasion de l'Irlande.
En mai 1169, des mercenaires cambro-normands débarquèrent en Irlande à la demande de Dermot MacMurragh, le roi déchu de Leinster, qui avait cherché de l'aide pour reconquérir son royaume. Henry a autorisé Diarmait à demander l'aide des soldats et des mercenaires de son royaume en échange d'un serment d'allégeance. En octobre 1171, Henry débarqua une grande armée en Irlande pour établir le contrôle à la fois des Cambro-Normands et des Irlandais.